# 缀鳞鲟属
缀鳞鲟属（學名：Crossopholis）是鲟形目、匙吻鲟科之下已灭绝的一属，目前僅有一個已知物种，即模式種大尾缀鳞鲟（C. magnicaudatus），化石產自美国怀俄明州绿河组的早始新世伊普雷斯阶（約5200萬年前），與現今生活在美國密西西比河的匙吻鱘為近親。
1883年，美国古生物學家暨魚類學家愛德華·德林克·科普（英文：Edward Drinker Cope；1840–1897）首次發表了對綴鱗鱘的描述，所依據的標本由殘缺不全的魚身和魚尾組成。1886年，科普找回了部分头骨。此後直到1980年，學界才記錄到近乎完整的綴鱗鱘化石，原因是其化石相对稀少，並且與同一產地發現的其他相似物种難以區分。

## 生理構造
綴鱗鱘的最大體長記錄為1.5米，小於其現存近親。體表覆盖着數千片長度不足0.5毫米的微小魚鱗，其屬名“Crossopholis”（意為“流苏鳞片”）便取自該特徵。研究表明，缀鳞鲟的吻突是一個电感器官，功能與其現存近親的吻突相似，使其可以在昏暗浑浊的水域裡找到猎物。

## 生活习性
缀鳞鲟的化石發現於美国怀俄明州化石湖遺址的绿河组沉積物中，在化石湖东北角汤普森牧场（英文：Thompson Ranch）的淺層沉積物中比在湖中心較深的沉積物中更為常見。由於在當地發現的所有化石中，綴鱗鱘化石佔比不到0.02%，因此牠們一生中的大部分時間很可能在湖泊北部毗連的河流裡度过，湖泊遺址中缺少綴鱗鱘幼體的化石进一步證明了這一點。
在綴鱗鱘化石的胃容物裡，發現了一種集群生活的小魚——Knightia eocaena 的殘骸，這表明缀鳞鲟為掠食性魚類，與主要摄食浮游動物的現代匙吻鲟不同。